# Hakmask (nematoder)
Ej att förväxla med Hakmaskar (Acanthocephala).

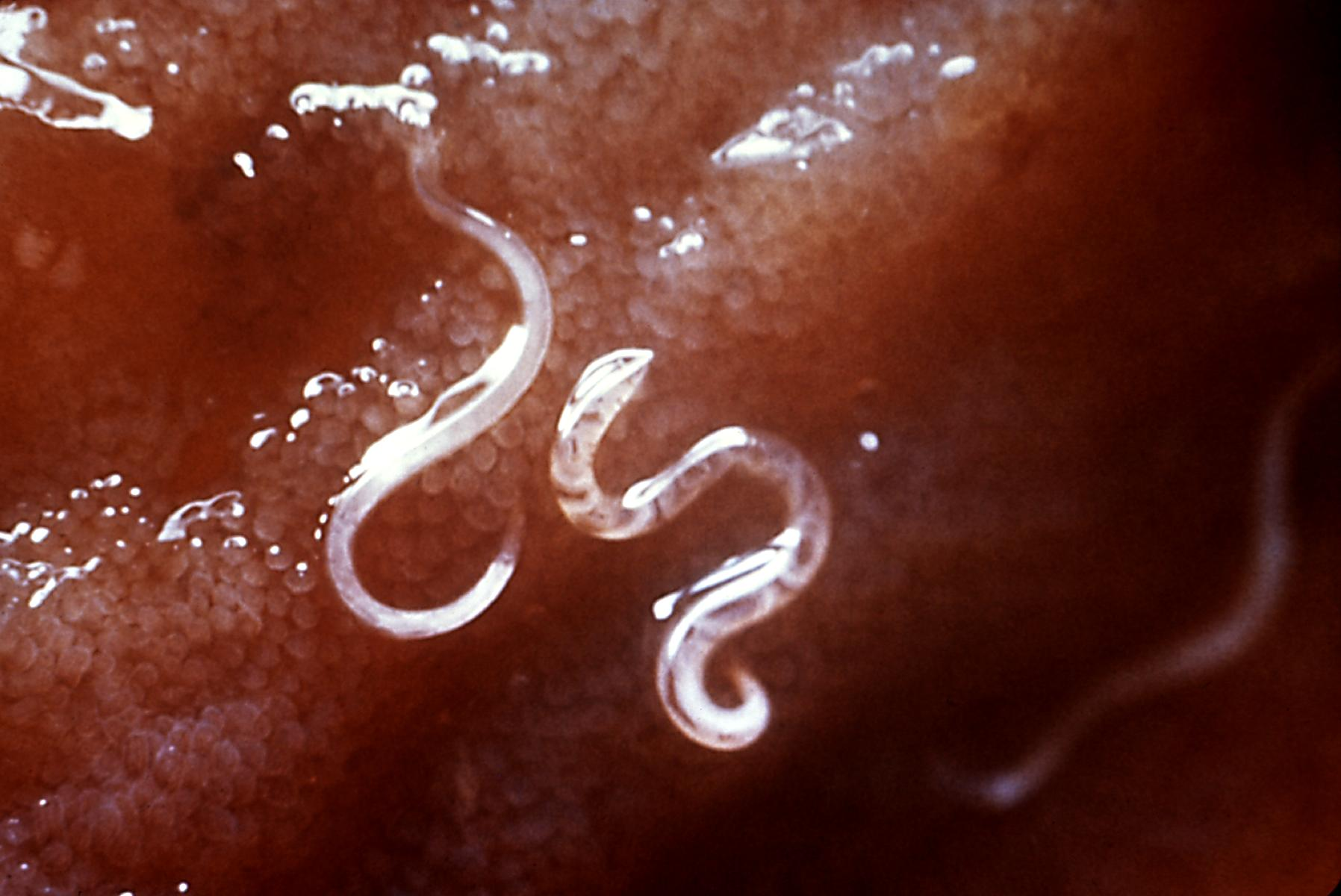
Hakmask som fäster till tarmens slemhinna.

"Hakmask" (Nematoda, Ancylostomatidae) (engelska: Hookworm) har en karakteristisk anterio som kurvas och bildar en liten krok. De är parasiter och livnär sig genom att suga blod i värdens tunntarm. Infektion sker oftast genom hudpenetration. Vissa arter kan orsaka hakmasksjuka hos människor.